# Kevin Dickens
Kevin Dickens (12 juli 1960) is een Engelse golfprofessional. Hij haalde, net als Chris van der Velde, via de Tourschool, bij zijn eerste poging een spelerskaart voor 1989, maar beiden verloren deze aan het einde van het jaar. 
Toch heeft Dickens in die korte tijd een paar bijzondere resultaten behaald. Zijn eerste toernooi op de Europese Tour was hem en voor Chris van der Velde het Tenerife Open dat door José María Olazabal gewonnen werd. Kevin speelde in de tweede ronde in de laatste partij en pas na zijn laatste putt bleek dat hij zich voor het weekend had gekwalificeerd. Hij was zo opgelucht, dat hij zaterdag een ronde met negen birdies maakte. Hij eindigde zondag op de 16de plaats.
Later dat jaar speelde hij het Belgisch Open op Royal Waterloo. Het werd gewonnen door Gordon J. Brand, maar Kevin Dickens eindigde op de tweede plaats. Na dat seizoen is hij getrouwd en gaan lesgeven. In die periode won hij in Engeland individueel 18 Pro-Ams en in Portugal twee 72-holes Pro-Ams. Verder won hij 7 keer het Northants PGA Kampioenschap. 
Dickens speelt nu op de Europa Senior Challenge Tour, die in 2008 werd opgericht voor spelers die de leeftijd van 47 hebben bereikt. Zo kunnen zij zich voorbereiden op de Europese Senior Tour. In 2009 behaalde hij vier overwinningen, in 2010 werd hij 2de op het Tour Championship. Via de Tourschool probeerde hij op de Senior Tour van 2012 te komen, maar bij de finale had hij net een slag te veel en eindigde hij op de 19de plaats. 

## Gewonnen

### Engeland
- Northamptonshire PGA Strokeplay: 1990, 1996, 1997, 1998
- Northamptonshire PGA Matchplay: 1988, 1994, 1997
- Northamptonshire Open: 1988, 1989, 1997

### Buitenland
- 1999: Pro-Am Quinta del Sol (283)
- 2000: Pro-Am Vilamoura (283)

### Senior Challenge Tour
- 2009: Stiftland Masters, Selsdon Park Open, Selsdon Park 11, West Waterford Senior Open

## Teams
- PGA Cup: 1998 (Colorado)